# Jean Hersholt Humanitarian Award
De Jean Hersholt Humanitarian Award  is een filmprijs die periodiek uitgereikt wordt door de Academy of Motion Picture Arts and Sciences aan iemand met een buitengewone inzet voor goede doelen. Sinds 2009 gebeurt dit op de Governors Awards, voordien tijdens de Oscaruitreiking. De award is vernoemd naar de Deens-Amerikaanse acteur Jean Hersholt, die 18 jaar lang voorzitter was van het Montion Picture Relief Fund, en werd voor het eerst uitgereikt tijdens de 29ste Oscaruitreiking. In tegenstelling tot de Oscar, waarvoor alle leden stemmen, kunnen alleen leden van de Board of Governors van de Academy mensen voordragen voor de award. De ontvangers ervan krijgen wel een Oscarbeeldje.

## Ontvangers
De volgende personen hebben de Jean Hersholt Humanitarian Award ontvangen:
- 1956: Y. Frank Freeman
- 1957: Samuel Goldwyn
- 1959: Bob Hope
- 1960: Sol Lesser
- 1962: George Seaton
- 1963: Steve Broidy
- 1965: Edmond L. DePatie
- 1966: George Bagnall
- 1967: Gregory Peck
- 1968: Martha Raye
- 1969: George Jessel
- 1970: Frank Sinatra
- 1972: Rosalind Russell
- 1973: Lew Wasserman
- 1974: Arthur B. Krim
- 1975: Jules C. Stein
- 1977: Charlton Heston
- 1978: Leo Jaffe
- 1979: Robert Benjamin
- 1981: Danny Kaye
- 1982: Walter Mirisch
- 1983: M.J. Frankovich
- 1984: David L. Wolper
- 1985: Charles "Buddy" Rogers
- 1989: Howard W. Koch
- 1992: Audrey Hepburn
- 1992: Elizabeth Taylor
- 1993: Paul Newman
- 1994: Quincy Jones
- 2001: Arthur Hiller
- 2004: Roger Mayer
- 2006: Sherry Lansing
- 2008: Jerry Lewis
- 2011: Oprah Winfrey
- 2012: Jeffrey Katzenberg
- 2013: Angelina Jolie
- 2014: Harry Belafonte
- 2015: Debbie Reynolds
- 2019: Geena Davis
- 2020: Tyler Perry en het Motion Picture & Television Fund
- 2021: Danny Glover
- 2022: Michael J. Fox